# アラブ大賞典 (荒尾競馬場)
アラブ大賞典（アラブだいしょうてん）とは、かつて荒尾競馬場で施行していたアングロアラブによる重賞平地競走である。
1989年まで開催された九州地区交流アラブ大賞典に代わる重賞競走として、1990年9月23日に開催された。しかし年々加速する脱アラブの煽りを受け2006年10月4日のレースを最後に廃止。荒尾競馬場自体も2011年12月に廃止された。

## 歴史
- 1990年 - 荒尾競馬所属のアングロアラブ系3歳以上（現表記）の重賞競走として創設される。距離は2150m。

- 1997年 - 施行距離が2500mへ変更される。

- 2001年1月30日 - セイユウ記念の持ち回り開催によって、この第11回のみ全日本セイユウ賞 第11回アラブ大賞典として開催される。それに伴い獲得賞金は過去最高となる1000万円が用意された。また施行距離が2150mへ戻された。なお2001年度としては同年8月11日に行われた。

- 2004年 - 施行距離が2000mへ変更される。

- 2005年 - 施行距離が1500mへ変更される。

- 2006年 - アングロアラブ市場の縮小に伴い廃止。16年の歴史に幕を閉じる。

### 歴代優勝馬
馬齢は2001年以降の表記に統一する。
| 回数   | 開催日        | 優勝馬             | 性齢 | 重量 | タイム | 優勝騎手   | 管理調教師 |
| ------ | ------------- | ------------------ | ---- | ---- | ------ | ---------- | ---------- |
| 第1回  | 1990年9月23日 | シークレツトボーイ | 牡5  | 56.0 | 2:24.6 | 牧野孝光   | 和田保夫   |
| 第2回  | 1991年5月5日  | フジノトウザイ     | 牡8  | 58.0 | 2:24.4 | 崎谷彦司   | 中村一夫   |
| 第3回  | 1992年5月3日  | ビソウイレブン     | 牡9  | 57.0 | 2:25.1 | 古泉悟     | 宮本芳吉   |
| 第4回  | 1993年5月5日  | ヨシノガバナー     | 牡5  | 55.0 | 2:26.8 | 橋本幸次郎 | 工藤榮一   |
| 第5回  | 1994年5月5日  | フラワーロード     | 牝4  | 54.0 | 2:27.9 | 中島洋三   | 佐伯茂樹   |
| 第6回  | 1995年5月7日  | グレートマルゼン   | 牡3  | 55.0 | 2:26.3 | 牧野孝光   | 和田保夫   |
| 第7回  | 1996年5月5日  | シゲルホームラン   | 牡6  | 56.0 | 2:31.3 | 高田大輔   | 畑田修治   |
| 第8回  | 1997年5月4日  | エリシオン         | 牡6  | 56.0 | 2:52.9 | 牧野孝光   | 幣旗吉治   |
| 第9回  | 1998年5月17日 | オスズイチリキ     | 牡5  | 56.0 | 2:54.7 | 田中隆仁   | 宇都宮徳一 |
| 第10回 | 1999年5月5日  | トライバルプリンス | 牡4  | 56.0 | 2:54.7 | 田中隆仁   | 和田正美   |
| 第11回 | 2001年1月30日 | メグミダイオー     | 牡5  | 56.0 | 2:25.9 | 吉井浩和   | 平山良一   |
| 第12回 | 2001年8月11日 | スーパージョージ   | 牡4  | 56.0 | 2:28.4 | 鮫島克也   | 古賀光範   |
| 第13回 | 2002年8月11日 | マノノトップガン   | 牡6  | 56.0 | 2:25.1 | 鮫島克也   | 大島静夫   |
| 第14回 | 2003年8月10日 | トチノグレイス     | 牡7  | 56.0 | 2:26.8 | 高山伸一   | 中尾信一   |
| 第15回 | 2004年9月15日 | ワタリタキオン     | 牡4  | 56.0 | 2:13.6 | 吉田隆二   | 宇都宮徳一 |
| 第16回 | 2005年9月14日 | ユメゴゼン         | 牝5  | 52.0 | 1:38.3 | 吉留孝司   | 松島壽     |
| 第17回 | 2006年10月4日 | ワタリタキオン     | 牡6  | 56.0 | 1:38.6 | 吉田隆二   | 宇都宮徳一 |

#### 各回競走結果の出典
- アラブ大賞典　歴代優勝馬 - 地方競馬全国協会